# 4-ヘプタノン
4-ヘプタノン（英語、4-heptanone）とは、ヘプタノンの構造異性体の1つであり、ケトンの1種である。分子式C7H14O、分子量114.19であり、ちょうどケトンに2つのプロピル基（C3H7）が付いた分子構造をしているため、ジプロピルケトン（英語、dipropylketone）とも呼ばれた。また、ブチロン（英語、butyrone）と呼ばれたこともあった。ただし、本稿では以下4-ヘプタノンという表記に統一する。消防法に定める第4類危険物 第2石油類に該当する。

## 性質
4-ヘプタノンは、常圧において、融点-33℃

、
沸点144℃である

。
したがって、4-ヘプタノンは常温常圧において液体として存在する。また、4℃の水を標準物質とした、15℃における4-ヘプタノンの比重は0.8205

、
同じく20℃における比重は0.8145
。
ナトリウムのD線に対する、20℃における4-ヘプタノンの屈折率は1.4069

、
同じく22℃における屈折率は1.40732
。
水には不溶だが、エタノールにはよく溶ける
。
この他、粘膜を刺激する性質を持つ
。
なお、酸化クロム(VI)があると4-ヘプタノンは酸化されて、プロピオン酸と酪酸とに分解する
。

## 合成法
4-ヘプタノンは、幾つかの方法で合成することができる。
- 酪酸を、330℃に加熱した亜鉛の粉末の上に通す[3]。
- 酪酸を、450℃に加熱した炭酸カルシウム（石灰）の上に流す[2]。
- 酪酸カルシウムを、乾留する[3]。
- 酪酸ナトリウムを、減圧下で440℃に加熱する[2]。

## その他
4-ヘプタノンのCAS登録番号は、123-19-3である。

## 主な参考文献
- 大木 道則、大沢 利昭、田中 元治、千原 秀昭 編集 『化学辞典』 p.627（右上部）、p.1310（右中部） 東京化学同人 1994年10月1日発行 ISBN 4-8079-0411-6
- 化学大辞典編集委員会 編集 『化学大辞典 （縮刷版） 7』 p.849（右下部） 共立出版 1964年1月15日発行 ISBN 4-320-04021-X
- 化学大辞典編集委員会 編集 『化学大辞典 （縮刷版） 8』 p.362（左下部） 共立出版 1964年2月15日発行 ISBN 4-320-04022-8